# 香川県の市町村旗一覧
香川県の市町村旗一覧（かがわけんのしちょうそんきいちらん）は、香川県内の市町村に制定されている、あるいは制定されていた市町村旗の一覧である。なお、一覧の順序は全国地方公共団体コード順による。廃止された市町村章は廃止日から順に掲載している。

## 概要
- 小豆島はオリーブの栽培が盛んであるので[1]その地区の自治体はオリーブ色（小豆郡内海町（現:小豆島町）[2]・同郡土庄町[3]）などの緑色（小豆郡小豆島町[4]）系の町旗が制定されている。

## 市部
| 市         | 市旗 | 制定有無         | 制定日           | 旗の色                                                         | 備考                     |
| ---------- | ---- | ---------------- | ---------------- | -------------------------------------------------------------- | ------------------------ |
| 高松市     |      | あり             | 1894年4月27日    | 地色は紫色であり、紋章は白色が指定されている                   | 2002年8月1日に告示される |
| 丸亀市     |      | あり             | 2005年3月22日    | 地色は白色であり、紋章は青色が指定されている                   | 2代目の市旗である        |
| 坂出市     |      | 使用されていない | 使用されていない | 使用されていない                                               |                          |
| 善通寺市   |      | なし             | なし             | 地色は白色であり、紋章は紺色が指定されている                   |                          |
| 観音寺市   |      | あり             | 2012年7月3日     | 地色は白色であり、紋章は指定色が指定されている                 |                          |
| さぬき市   |      | なし             | なし             | 地色は若草色であり、紋章は指定色が指定されている               |                          |
| 東かがわ市 |      | なし             | なし             | 地色は青色であり、紋章は左側は緑色・右側は白色が指定されている |                          |
| 三豊市     |      | あり             | 2008年10月8日    | 地色は白色であり、紋章は指定色が指定されている                 |                          |

## 町村部
| 郡       | 町村       | 町村旗 | 制定有無 | 制定日        | 旗の色                                             | 備考 |
| -------- | ---------- | ------ | -------- | ------------- | -------------------------------------------------- | ---- |
| 小豆郡   | 土庄町     |        | なし     | なし          | 地色はオリーブ色であり、紋章は白色が指定されている |      |
| 小豆郡   | 小豆島町   |        | あり     | 2006年3月21日 | 地色は緑色であり、紋章は白色が指定されている       |      |
| 木田郡   | 三木町     |        | あり     | 2008年1月28日 | 地色は白色であり、紋章は赤色が指定されている       |      |
| 香川郡   | 直島町     |        | なし     | なし          | 地色は白色であり、紋章は桃色と白色が指定されている |      |
| 綾歌郡   | 宇多津町   |        | なし     | なし          | 地色は白色であり、紋章は紺色が指定されている       |      |
| 綾歌郡   | 綾川町     |        | あり     | 2006年3月21日 | 地色は青色であり、紋章は白色が指定されている       |      |
| 仲多度郡 | 琴平町     |        | なし     | なし          | 地色は濃緑色であり、紋章は白色が指定されている     |      |
| 仲多度郡 | 多度津町   |        | なし     | なし          | 地色は白色であり、紋章は赤色が指定されている       |      |
| 仲多度郡 | まんのう町 |        | なし     | なし          | 地色は水色であり、紋章は白色が指定されている       |      |

## 廃止された市町村旗
| 市郡     | 町村     | 町村旗         | 制定有無 | 制定日       | 廃止日         | 旗の色                                                             | 備考             |
| -------- | -------- | -------------- | -------- | ------------ | -------------- | ------------------------------------------------------------------ | ---------------- |
| 大川郡   | 津田町   |                | なし     | なし         | 2002年4月1日   | 地色は緑色であり、紋章は白色が指定されている                       |                  |
| 大川郡   | 大川町   |                | なし     | なし         | 2002年4月1日   | 地色は紫色であり、紋章は橙色・紋章の内周部分は青色が指定されている |                  |
| 大川郡   | 志度町   |                | なし     | なし         | 2002年4月1日   | 地色は青色であり、紋章は橙色・紋章の内周部分は白色が指定されている |                  |
| 大川郡   | 寒川町   |                | なし     | なし         | 2002年4月1日   | 地色は紫色であり、紋章は橙色が指定されている                       |                  |
| 大川郡   | 長尾町   |                | なし     | なし         | 2002年4月1日   | 地色は水色であり、紋章は白色が指定されている                       |                  |
| 大川郡   | 引田町   |                | なし     | なし         | 2003年4月1日   | 地色は紺色であり、紋章は白色が指定されている                       |                  |
| 大川郡   | 白鳥町   |                | なし     | なし         | 2003年4月1日   | 地色は黄色であり、紋章は黒色が指定されている                       |                  |
| 大川郡   | 大内町   |                | なし     | なし         | 2003年4月1日   | 地色は紺色であり、紋章は白色が指定されている                       |                  |
| 丸亀市   |          |                | なし     | なし         | 2005年3月22日  | 地色は白色であり、紋章は赤色が指定されている                       | 初代の市旗である |
| 綾歌郡   | 飯山町   |                | なし     | なし         | 2005年3月22日  | 地色は紺色であり、紋章は白色が指定されている                       |                  |
| 綾歌郡   | 綾歌町   |                | あり     | 1973年4月1日 | 2005年3月22日  | 地色は紺色であり、紋章は白色が指定されている                       |                  |
| 香川郡   | 塩江町   |                | なし     | なし         | 2005年9月26日  | 地色は緑色であり、紋章は白色が指定されている                       |                  |
| 観音寺市 |          |                | なし     | なし         | 2005年10月11日 | 指定されていない                                                   | 初代の市旗である |
| 三豊郡   | 大野原町 |                | なし     | なし         | 2005年10月11日 | 地色は紺色であり、紋章は白色が指定されている                       |                  |
| 三豊郡   | 豊浜町   |                | なし     | なし         | 2005年10月11日 | 地色は小豆色であり、紋章は白色が指定されている                     |                  |
| 三豊郡   | 高瀬町   |                | なし     | なし         | 2006年1月1日   | 地色は緑色であり、紋章は白色が指定されている                       |                  |
| 三豊郡   | 山本町   |                | なし     | なし         | 2006年1月1日   | 地色は水色であり、紋章は白色が指定されている                       |                  |
| 三豊郡   | 豊中町   | （著作権存続） | なし     | なし         | 2006年1月1日   | 地色は水色であり、紋章は白色が指定されている                       |                  |
| 三豊郡   | 仁尾町   |                | なし     | なし         | 2006年1月1日   | 地色は青色であり、紋章は白色が指定されている                       |                  |
| 三豊郡   | 財田町   |                | なし     | なし         | 2006年1月1日   | 地色は緑色であり、紋章は白色が指定されている                       |                  |
| 三豊郡   | 三野町   |                | なし     | なし         | 2006年1月1日   | 地色は緑色であり、紋章は白色が指定されている                       |                  |
| 三豊郡   | 詫間町   |                | なし     | なし         | 2006年1月1日   | 地色は紫色であり、紋章は白色が指定されている                       |                  |
| 木田郡   | 庵治町   |                | なし     | なし         | 2006年1月10日  | 地色は臙脂色であり、紋章は白色が指定されている                     |                  |
| 木田郡   | 牟礼町   |                | なし     | なし         | 2006年1月10日  | 地色は青色であり、紋章は白色が指定されている                       |                  |
| 香川郡   | 香川町   |                | なし     | なし         | 2006年1月10日  | 地色は紫色であり、紋章は白色が指定されている                       |                  |
| 香川郡   | 香南町   |                | なし     | なし         | 2006年1月10日  | 地色は紫色であり、紋章は橙色が指定されている                       |                  |
| 綾歌郡   | 国分寺町 |                | なし     | なし         | 2006年1月10日  | 地色は臙脂色であり、紋章は白色が指定されている                     |                  |
| 仲多度郡 | 満濃町   |                | なし     | なし         | 2006年3月20日  | 地色は紺色であり、紋章は白色が指定されている                       |                  |
| 仲多度郡 | 仲南町   | （著作権存続） | なし     | なし         | 2006年3月20日  | 地色は深緑色であり、紋章は白色が指定されている                     |                  |
| 仲多度郡 | 琴南町   |                | なし     | なし         | 2006年3月20日  | 地色は深緑色であり、紋章は白色が指定されている                     |                  |
| 綾歌郡   | 綾上町   | （著作権存続） | なし     | なし         | 2006年3月21日  | 地色は深緑色であり、紋章は黄色が指定されている                     |                  |
| 綾歌郡   | 綾南町   | （著作権存続） | なし     | なし         | 2006年3月21日  | 地色は臙脂色であり、紋章は白色が指定されている                     |                  |
| 小豆郡   | 内海町   |                | あり     | 1983年3月1日 | 2006年3月21日  | 地色はオリーブ色であり、紋章は白色が指定されている                 |                  |
| 小豆郡   | 池田町   | （著作権存続） | なし     | なし         | 2006年3月21日  | 地色は深緑色であり、紋章は黄色が指定されている                     |                  |

### 書籍
- 中川幸也『シリーズ人間とシンボル第2号「都市の旗と紋章」』中川ケミカル、1987年10月11日。
- NHK情報ネットワーク『NHKふるさとデータブック8 [四国]』日本放送協会、1992年5月1日。

### 自治体書籍
- 小豆島町役場『小豆島町例規集』香川県小豆郡小豆島町。
- 綾歌町役場『綾歌町例規集』香川県綾歌郡綾歌町。
- 内海町役場『内海町例規集』香川県小豆郡内海町。